# Xenodacnis parina
A Xenodacnis parina a madarak osztályának verébalakúak (Passeriformes) rendjébe és a tangarafélék (Thraupidae) családjába tartozó Xenodacnis nem egyetlen faja.

## Rendszerezése
A nemet és a fajt is Jean Cabanis német ornitológus írta le 1873-ban.

## Alfajai
- Xenodacnis parina bella Bond & Meyer de Schauensee, 1939
- Xenodacnis parina parina Cabanis, 1873
- Xenodacnis parina petersi Bond & Meyer de Schauensee, 1939[2]

## Előfordulása
Az Andokban, Peru területén honos. Természetes élőhelyei a szubtrópusi és trópusi hegyi esőerdők és cserjések. Állandó, nem vonuló faj.

## Megjelenése
Testhossza 11 centiméter, testtömege 10-12 gramm.
|  |  |

## Természetvédelmi helyzete
Az elterjedési területe nagyon nagy, egyedszáma ugyan csökken, de még nem éri el a kritikus szintet. A Természetvédelmi Világszövetség Vörös listáján nem fenyegetett fajként szerepel.